# René Ernest
Ernest René (Antwerpen, 1876 – Kalmthout, 1914) was een Belgisch kunstschilder en graficus.

## Levensloop
Ernest was in Antwerpen leerling aan de Koninklijke Academie voor Schone Kunsten en aan het Nationaal Hoger Instituut voor Schone Kunsten (bij Juliaan De Vriendt).
Als schilder en graficus legde hij zich toe op portretten en genretaferelen. Hij was lid van de eerder behoudsgezinde kunstenaarsgroepering “Als ik Kan”.

## Tentoonstellingen
- 1903, Antwerpen (Kon. Maatschappij van Aanmoediging van Schone Kunsten),Tentoonstelling van waterverschilderijen – pastels – etsen - &a (“Mannenhoofd; houtskool”, “Vrouw; tekening”)
- 1905, Antwerpen, Galerie Buyle, 50ste Salon van Als ik Kan.
- 1909, Salon, Gent (“Vlaams interieur”)

## Afbeeldingen

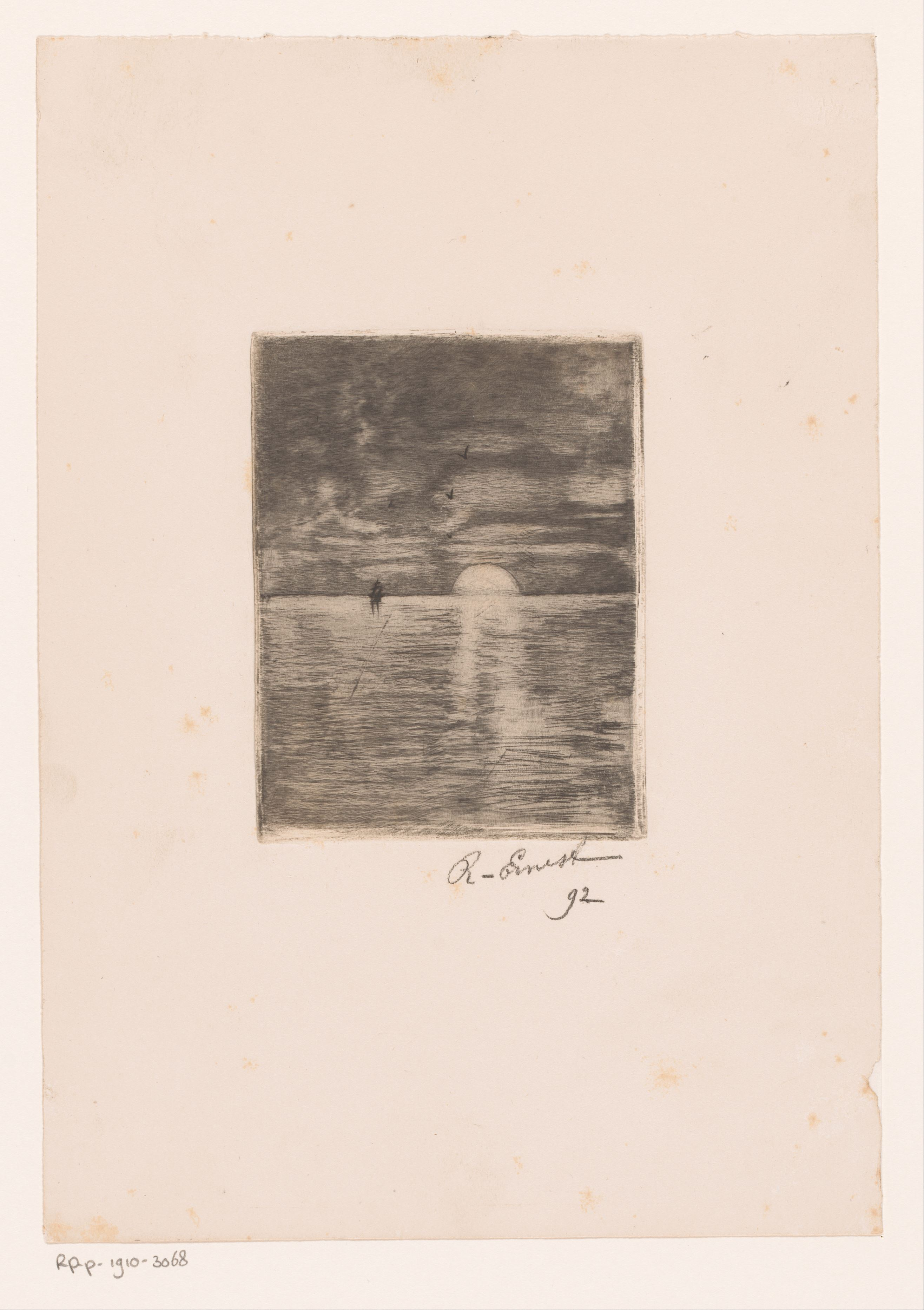
Zonsondergang over water, ets
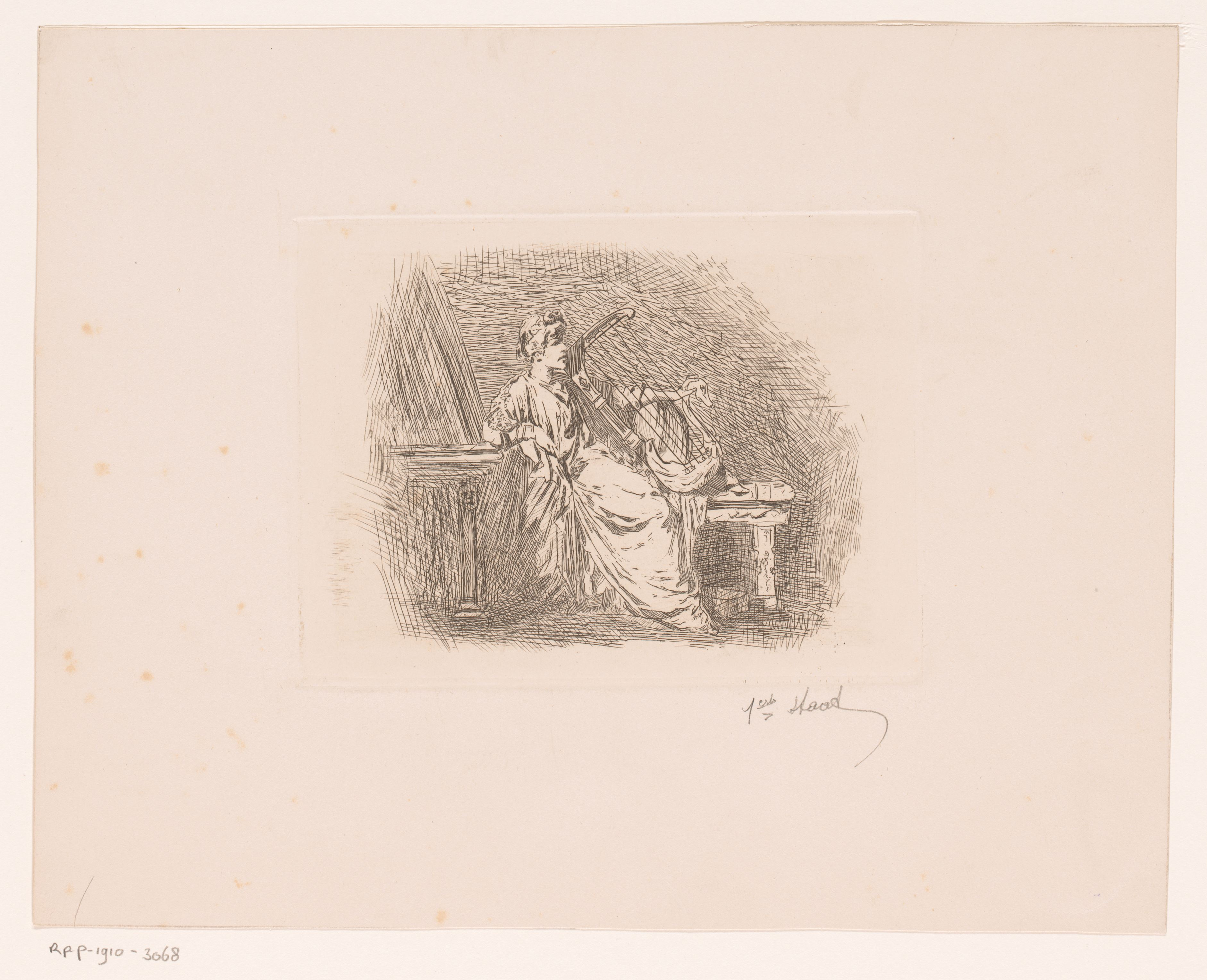
Harpspeelster, ets

- RKD-Nederlands Instituut voor Kunstgeschiedenis: 26532
- Union List of Artist Names: 500137475
- Virtual International Authority File: 9194150325556910090000